# Ben Avon
Ben Avon (gael. Beinn Athfhinn) – szczyt w paśmie Cairngorm, w Grampianach Wschodnich. Leży w Szkocji, w regionie Aberdeenshire. 